# Tuffi ai XVI Giochi panamericani - Trampolino 3 metri maschile
Il concorso dei tuffi dal trampolino 3 metri maschile dei XVI Giochi panamericani si è svolto il 27 ottobre 2011 presso il Scotiabank Aquatics Center di Guadalajara in Messico.

## Programma
| Data            | Ora   | Evento      |
| --------------- | ----- | ----------- |
| 27 ottobre 2011 | 10:00 | Preliminare |
| 27 ottobre 2011 | 19:30 | Finale      |

## Risultati
In verde sono contraddistinti i finalisti.
| Class   | Atleta                    | Natione         | Preliminare | Preliminare | Finale | Finale |
| Class   | Atleta                    | Natione         | Punti       | Class       | Punti  | Class  |
| ------- | ------------------------- | --------------- | ----------- | ----------- | ------ | ------ |
| Oro     | Yahel Castillo            | Messico         | 510.70      | 1           | 529.25 | 1      |
| Argento | Julián Sánchez            | Messico         | 474.40      | 2           | 480.65 | 2      |
| Bronzo  | César Castro              | Brasile         | 435.95      | 6           | 462.15 | 3      |
| 4       | Sebastián Villa Castañeda | Colombia        | 449.05      | 3           | 458.70 | 4      |
| 5       | François Imbeau-Dulac     | Canada          | 422.80      | 8           | 443.05 | 5      |
| 6       | Kristian Ipsen            | Stati Uniti     | 434.50      | 7           | 429.20 | 6      |
| 7       | Edickson Contreras        | Venezuela       | 379.80      | 10          | 426.85 | 7      |
| 8       | Reuben Ross               | Canada          | 437.05      | 5           | 419.50 | 8      |
| 9       | Jorge Luis Pupo           | Cuba            | 360.25      | 12          | 417.75 | 9      |
| 10      | Drew Livingston           | Stati Uniti     | 442.45      | 4           | 391.70 | 10     |
| 11      | Rene Hernandez            | Cuba            | 383.30      | 9           | 353.40 | 11     |
| 12      | Robert Páez               | Venezuela       | 374.90      | 11          | 313.80 | 12     |
| 13      | Rafael Quintero           | Porto Rico      | 326.35      | 13          | –      | –      |
| 14      | Argenis Alvarez           | Rep. Dominicana | 273.10      | 14          | –      | –      |
| 15      | Donato Neglia             | Cile            | 256.15      | 15          | –      | –      |
|         | Diego Carquin             | Cile            |             | dnf         |        |        |